# David Gross
David Jonathan Gross (ur. 19 lutego 1941 w Waszyngtonie) – amerykański fizyk teoretyk, noblista.
Zajmował się głównie cząstkami elementarnymi – za badania asymptotycznej swobody silnych oddziaływań jądrowych otrzymał w roku 2004 Nagrodę Nobla w dziedzinie fizyki; wraz z nim zostali wyróżnieni Frank Wilczek i Hugh David Politzer. Gross to również jeden z pionierów teorii strun – współtwórca jej odmian znanych jako teorie heterotyczne.

## Życiorys
Ukończył studia na Uniwersytecie Kalifornijskim w Berkeley w roku 1966. Od roku 1997 jest profesorem Uniwersytetu Princeton i Uniwersytetu Kalifornijskiego w Santa Barbara.
Gross otrzymał m.in. Nagrodę Sakurai przyznawaną przez Amerykańskie Towarzystwo Fizyczne (APS) teoretykom cząstek elementarnych – w 1986 roku, razem z Wilczkiem i Politzerem, z którymi otrzymał potem Nagrodę Nobla.